# Scatopsciara edwardsi
Scatopsciara edwardsi är en tvåvingeart som beskrevs av Freeman 1983. Scatopsciara edwardsi ingår i släktet Scatopsciara och familjen sorgmyggor. Arten är reproducerande i Sverige. Inga underarter finns listade i Catalogue of Life.